# カマリラサウルス
カマリラサウルス(「カマリラ」のトカゲを意味する)は、前期白亜紀スペインに生息していたスピノサウルス科の属。スペイン北東部にある、テルエル県カマリヤの初期白亜系（バレミアン）から知られている。2014年に記載され、当初は角竜類や獣脚類のケラトサウルス類とされていたが、近年ではスピノサウルス科とされている。その遺骨はカマリヤの地層で発見された。

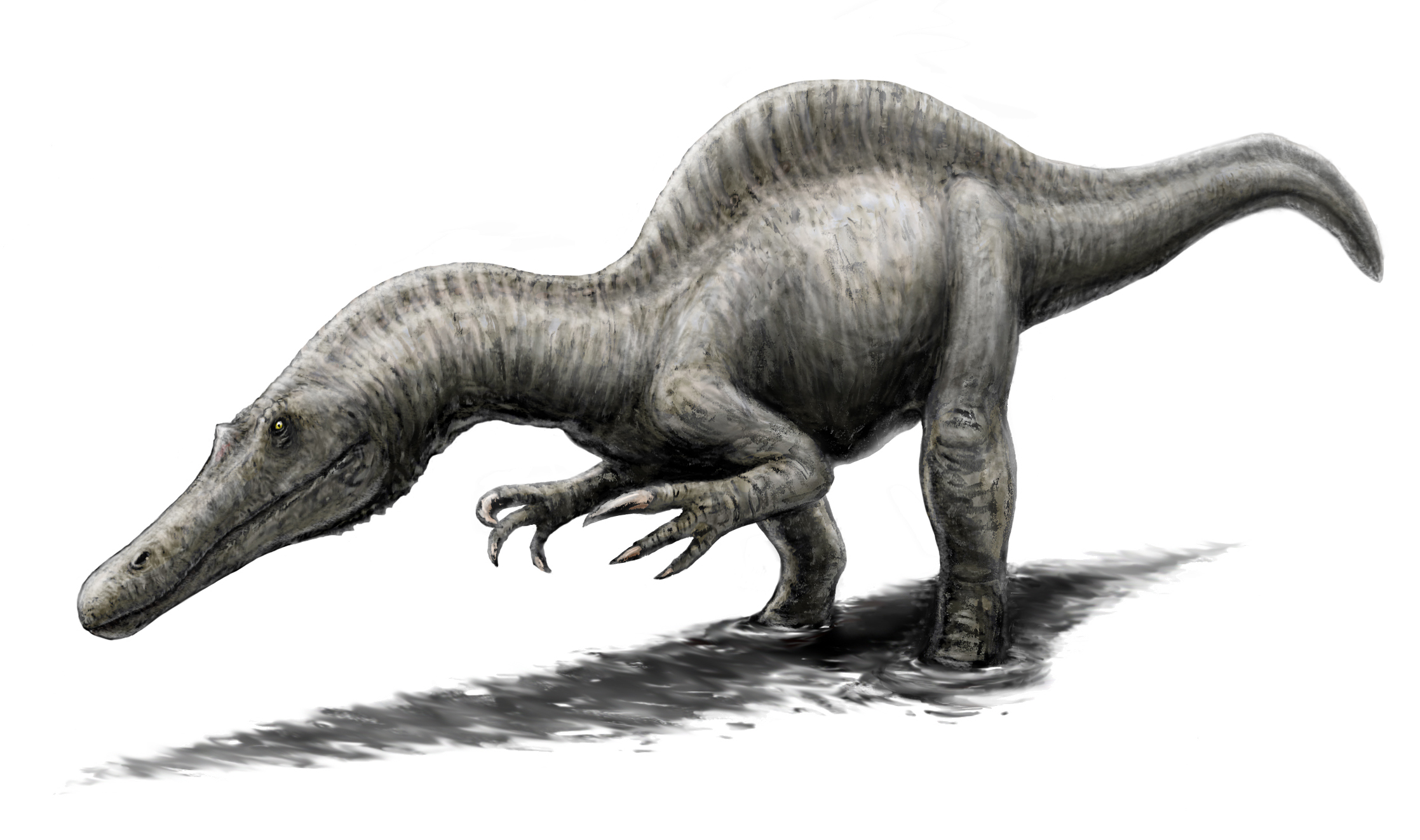
カマリラサウルスの想像生態復元図